# Comuna Rakoveț, Zbaraj
Rakoveț (în ucraineană Раковець) este o comună în raionul Zbaraj, regiunea Ternopil, Ucraina, formată din satele Rakoveț (reședința) și Zașleahom.

## Demografie
Componența lingvistică a comunei Rakoveț
     Ucraineană (97,99%)
     Rusă (2,01%)
Conform recensământului din 2001, majoritatea populației comunei Rakoveț era vorbitoare de ucraineană (97,99%), existând în minoritate și vorbitori de rusă (2,01%).